# Grande atamano di Lituania
Il Grande atamano (Hetman Wielki in lingua polacca, letteralmente "Capo Supremo") era il più elevato grado militare nelle forze armate della Confederazione polacco-lituana.
Il titolo ebbe origine nel 1505 nel Granducato di Lituania per indicare il capo militare ("atamano", italianizzazione di hetman) designato dal granduca quale comandante supremo di una specifica campagna militare: cioè l'atamano che avrebbe dovuto comandare su tutti gli atamani le cui truppe componevano l'esercito lituano secondo il modello della leva feudale. Quando la Lituania si confederò al Regno di Polonia tramite l'Unione di Lublino (4 luglio 1569), la pratica di designare specificatamente un comandante unico per il grande esercito confederato durante i conflitti divenne la prassi. La carica di grande atamano divenne permanente, come tutti gli altri titoli nel regno polacco e nella Confederazione, e non revocabile nel 1581.
Dal 1585 venne specificato che il titolo di grande atamano poteva essere revocato in caso di alto tradimento.
Esistevano due grandi atamani: all'originale Grande atamano di Lituania (Hetman Wielki Litewski), responsabile per l'esercito lituano, venne affiancato il Grande atamano della Corona (Hetman Wielki Koronny), vero e proprio comandante generale delle forze confederate secondo solo al sovrano polacco nella linea di comando.
Quello di Grande atamano era un titolo onorifico, simboleggiato dalla coppia di mazze (bulava) incrociate, e non si era remunerati per il suo esercizio.

## Grande atamano della Corona e Grande atamano di Lituania
La scelta di istituire le figure di due grandi atamani per gestire la res bellica confederata fu una scelta chiaramente dovuta all'enorme vastità dei territori controllati direttamente o indirettamente dalla Confederazione Polacco-Lituana, a quel tempo una delle compagini statali più vaste (sicuramente la più popolosa) dell'Europa.
La presenza di due comandanti in capo delle forze confederate permise al sovrano ed al Sejm (il parlamento confederato) di gestire separatamente i due fronti "caldi" solitamente interessati da scontri con le potenze confinanti: il fronte settentrionale (Granducato di Moscovia) ed il fronte meridionale (Impero ottomano e Khanato di Crimea). Di conseguenza, seppur tra i due grandi atamani il più importante fosse il Grande atamano della Corona, le due cariche operavano distintamente l'una dall'altra, senza un efficace coordinamento. Nel secondo decennio del XVII secolo, mentre il Grande atamano della Corona Stanisław Żółkiewski gestiva autonomamente le battute finali della Guerra dei Magnati di Moldavia (1593-1617), il Grande atamano di Lituania Jan Karol Chodkiewicz affiancava il sovrano Sigismondo Vasa nella gestione della Guerra polacco-moscovita (1605-1618).
Simbolo del potere del Grande atamano era la coppia di bulave (mazza ferrata tipica delle regioni orientali d'Europa) incrociate, aggiunte allo stemma nobiliare dell'ufficiale una volta ottenuta la nomina.

## Aiutanti, sottufficiali, ecc.

### Atamano di Campo
Al grande atamano veniva affiancato un Atamano di Campo (Hetman Polny Koronny per il Grande atamano della Corona e Hetman Polny Litewski per il Grande atamano di Lituania) che lo aiutasse nella pratica del comando e fungesse da suo sostituto per particolari missioni. Il grande atamano e l'atamano da campo dovevano, nella pratica, dirigere le operazioni dei diversi atamani che comandavano i distaccamenti dell'esercito nei vasti territori controllati dalla Confederazione polacco-lituana.

### Il pretorio dell'atamano
Il grande atamano aveva ai suoi ordini diretti i maggiori ufficiali dell'esercito confederato:
- Pisarz polny – "cancelliere di campo", responsabile per la contabilità (paghe, spese di equipaggiamento ecc.), l'archiviazione dei documenti, la conta dei soldati ecc.
- Straznik – "guardiano", responsabile per la sicurezza della truppa durante lo spostamento; guidava l'avanguardia e pattugliava il confine. In presenza del grande atamano, l'atamano di campo fungeva da guardiano maggiore (polacco wielki straznik).
- Obozny – "capo-campo", incarico di gestire l'erigenda dell'accampamento e la sua sicurezza interna;
- Szpitalny – "medico"
- Profos – "giudice militare"
- Brabanmajster – "responsabile logistica"
- Regimentarz – "luogotenente" nel caso in cui l'atamano fosse stato ucciso o preso prigioniero. La carica era utilizzata dal re per gestire i momenti di vacanza del grande atamano ed indicava anche un ufficiale al servizio della corona con un importante ruolo di rappresentanza: Es. l'ufficiale incaricato della pospolite ruszenie ("leva di massa").

A partire dal 1635, re Ladislao IV di Polonia introdusse nuovi titoli militari e nuove responsabilità tra i quadri al comando del grande atamano:
- generale dell'artiglieria (1637);
- generale della logistica; generale medico; generale delle finanze (circa 1670);
- generale delle ispezioni, incaricato di visionare la preparazione al combattimento della truppa.

## Lista degli atamani della Corona
| Grande atamano della Corona | Grande atamano della Corona | Grande atamano della Corona  |
| Da                          | A                           |                              |
| --------------------------- | --------------------------- | ---------------------------- |
| 1503                        | 1515                        | Mikołaj Kamieniecki          |
| 1515                        | 1526                        | Mikołaj Firlej               |
| 1526                        | 1527                        | vacante                      |
| 1527                        | 1561                        | Jan Tarnowski                |
| 1561                        | 1569                        | Mikołaj Sieniawski           |
| 1569                        | 1575                        | Jerzy Jazłowiecki            |
| 1579                        | 1580                        | Mikołaj Mielecki             |
| 1581                        | 1605                        | Jan Zamoyski                 |
| 1605                        | 1613                        | vacante                      |
| 1613                        | 1620                        | Stanisław Żółkiewski         |
| 1620                        | 1632                        | vacante                      |
| 1632                        | 1646                        | Stanisław Koniecpolski       |
| 1646                        | 1651                        | Mikołaj Potocki              |
| 1651                        | 1654                        | vacante                      |
| 1654                        | 1667                        | Stanisław "Rewera" Potocki   |
| 1668                        | 1674                        | Jan Sobieski                 |
| 1674                        | 1676                        | vacante                      |
| 1676                        | 1682                        | Dymitr Jerzy Wiśniowiecki    |
| 1682                        | 1683                        | vacante                      |
| 1683                        | 1702                        | Stanisław Jan Jabłonowski    |
| 1702                        | 1702                        | Feliks Kazimierz Potocki     |
| 1702                        | 1706                        | Hieronim Augustyn Lubomirski |
| 1706                        | 1726                        | Adam Mikołaj Sieniawski      |
| 1726                        | 1728                        | Stanisław Mateusz Rzewuski   |
| 1728                        | 1735                        | vacante                      |
| 1735                        | 1751                        | Józef Potocki                |
| 1751                        | 1752                        | vacante                      |
| 1752                        | 1771                        | Jan Klemens Branicki         |
| 1773                        | 1773                        | Wacław Rzewuski              |
| 1774                        | 1793                        | Franciszek Ksawery Branicki  |
| 1793                        | 1794                        | Piotr Ożarowski              |

| Atamano di Campo della Corona | Atamano di Campo della Corona | Atamano di Campo della Corona |
| Da                            | A                             |                               |
| ----------------------------- | ----------------------------- | ----------------------------- |
| 1492                          | 1499                          | Stanisław Chodecki z Chodcza  |
| 1499                          | 1501                          | Piotr Myszkowski              |
| 1501                          | 1505                          | Stanisław Chodecki z Chodcza  |
| 1505                          | 1509                          | Jan Kamieniecki               |
| 1509                          | 1520                          | Jan Tworowski                 |
| 1520                          | 1528                          | Marcin Kamieniecki            |
| 1529                          | 1539                          | Jan Koła                      |
| 1539                          | 1561                          | Mikołaj Sieniawski            |
| 1561                          | 1569                          | vacante                       |
| 1569                          | 1575                          | Jerzy Jazłowiecki             |
| 1575                          | 1584                          | Mikołaj Sieniawski            |
| 1584                          | 1588                          | vacante                       |
| 1588                          | 1613                          | Stanisław Żółkiewski          |
| 1613                          | 1618                          | vacante                       |
| 1618                          | 1632                          | Stanisław Koniecpolski        |
| 1632                          | 1633                          | vacante                       |
| 1633                          | 1636                          | Marcin Kazanowski             |
| 1636                          | 1637                          | vacante                       |
| 1637                          | 1646                          | Mikołaj Potocki               |
| 1646                          | 1652                          | Marcin Kalinowski             |
| 1652                          | 1654                          | Stanisław "Rewera" Potocki    |
| 1654                          | 1657                          | Stanisław Lanckoroński        |
| 1657                          | 1664                          | Jerzy Sebastian Lubomirski    |
| 1664                          | 1665                          | Stefan Czarniecki             |
| 1665                          | 1666                          | vacante                       |
| 1666                          | 1667                          | Jan Sobieski                  |
| 1667                          | 1676                          | Dymitr Jerzy Wiśniowiecki     |
| 1682                          | 1683                          | Stanisław Jan Jabłonowski     |
| 1682                          | 1683                          | Mikołaj Hieronim Sieniawski   |
| 1684                          | 1691                          | Andrzej Potocki               |
| 1691                          | 1692                          | vacante                       |
| 1692                          | 1702                          | Feliks Kazimierz Potocki      |
| 1702                          | 1702                          | Hieronim Augustyn Lubomirski  |
| 1702                          | 1706                          | Adam Mikołaj Sieniawski       |
| 1706                          | 1726                          | Stanisław Mateusz Rzewuski    |
| 1726                          | 1728                          | Stanisław Chomętowski         |
| 1728                          | 1736                          | vacante                       |
| 1736                          | 1752                          | Jan Klemens Branicki          |
| 1752                          | 1773                          | Wacław Rzewuski               |
| 1774                          | 1774                          | Franciszek Ksawery Branicki   |
| 1774                          | 1794                          | Seweryn Rzewuski              |

## Lista degli atamani di Lituania
| Grande atamano di Lituania | Grande atamano di Lituania | Grande atamano di Lituania               |
| Da                         | A                          |                                          |
| -------------------------- | -------------------------- | ---------------------------------------- |
| 1497                       | 1500                       | Konstanty Ostrogski                      |
| 1500                       | 1501                       | Semen Jurewicz Holszański                |
| 1501                       | 1502                       | Stanislovas Kęsgaila                     |
| 1503                       | 1507                       | Stanisław Piotrowicz Kiszka              |
| 1507                       | 1530                       | Konstanty Ostrogski                      |
| 1530                       | 1531                       | vacante                                  |
| 1531                       | 1541                       | Jerzy Radziwiłł                          |
| 1541                       | 1553                       | vacante                                  |
| 1553                       | 1566                       | Mikołaj "il Nero" Radziwiłł              |
| 1566                       | 1572                       | Grzegorz Chodkiewicz                     |
| 1572                       | 1576                       | vacante                                  |
| 1576                       | 1584                       | Mikołaj "il Rosso" Radziwiłł             |
| 1584                       | 1589                       | vacante                                  |
| 1589                       | 1603                       | Krzysztof Mikołaj "il Fulmine" Radziwiłł |
| 1605                       | 1621                       | Jan Karol Chodkiewicz                    |
| 1621                       | 1625                       | vacante                                  |
| 1625                       | 1633                       | Lew Sapieha                              |
| 1633                       | 1635                       | vacante                                  |
| 1635                       | 1640                       | Krzysztof Radziwiłł                      |
| 1640                       | 1646                       | vacante                                  |
| 1646                       | 1654                       | Janusz Kiszka                            |
| 1654                       | 1655                       | Janusz Radziwiłł                         |
| 1656                       | 1665                       | Jan Paweł Sapieha                        |
| 1665                       | 1667                       | vacante                                  |
| 1667                       | 1682                       | Micheł Kazimierz Pac                     |
| 1682                       | 1703                       | vacante                                  |
| 1703                       | 1707                       | Michał Serwacy Wiśniowiecki              |
| 1707                       | 1708                       | Jan Kazimierz Sapieha il Giovane         |
| 1708                       | 1709                       | Jan Kazimierz Sapieha il Vecchio         |
| 1709                       | 1709                       | Grzegorz Antoni Ogiński                  |
| 1709                       | 1730                       | Ludwik Pociej                            |
| 1730                       | 1735                       | vacante                                  |
| 1735                       | 1744                       | Michał Serwacy Wiśniowiecki              |
| 1744                       | 1762                       | Michał Kazimierz Radziwiłł               |
| 1762                       | 1768                       | Michał Józef Massalski                   |
| 1768                       | 1793                       | Michał Kazimierz Ogiński                 |
| 1793                       | 1794                       | Szymon Marcin Kossakowski                |

| Atamano di Campo di Lituania | Atamano di Campo di Lituania | Atamano di Campo di Lituania             |
| Da                           | A                            |                                          |
| ---------------------------- | ---------------------------- | ---------------------------------------- |
| 1521                         | 1531                         | Jerzy Radziwiłł                          |
| 1531                         | 1536                         | vacante                                  |
| 1536                         | 1541                         | Andrzej Niemirowicz                      |
| 1541                         | 1561                         | vacante                                  |
| 1561                         | 1566                         | Grzegorz Chodkiewicz                     |
| 1566                         | 1567                         | vacante                                  |
| 1567                         | 1571                         | Roman Sanguszko                          |
| 1571                         | 1572                         | vacante                                  |
| 1572                         | 1589                         | Krzysztof Mikołaj "il Fulmine" Radziwiłł |
| 1589                         | 1600                         | vacante                                  |
| 1600                         | 1605                         | Jan Karol Chodkiewicz                    |
| 1605                         | 1615                         | vacante                                  |
| 1615                         | 1635                         | Krzysztof Radziwiłł                      |
| 1635                         | 1646                         | Janusz Kiszka                            |
| 1646                         | 1654                         | Janusz Radziwiłł                         |
| 1654                         | 1662                         | Wincenty Gosiewski                       |
| 1663                         | 1667                         | Michał Kazimierz Pac                     |
| 1667                         | 1668                         | Władysław Wołłowicz                      |
| 1668                         | 1680                         | Michał Kazimierz Radziwiłł               |
| 1680                         | 1682                         | Jan Kazimierz Sapieha "il Giovane"       |
| 1682                         | 1684                         | Jan Samuelewicz Ogiński                  |
| 1684                         | 1685                         | vacante                                  |
| 1685                         | 1701                         | Józef Bogusław Słuszka                   |
| 1702                         | 1703                         | Michał Serwacy Wiśniowiecki              |
| 1703                         | 1709                         | Grzegorz Antoni Ogiński                  |
| 1707                         | 1709                         | Michał Serwacy Wiśniowiecki              |
| 1709                         | 1709                         | Ludwik Pociej                            |
| 1709                         | 1728                         | Stanisław Ernest Denhoff                 |
| 1728                         | 1735                         | vacante                                  |
| 1735                         | 1744                         | Michał Kazimierz Radziwiłł               |
| 1744                         | 1762                         | Michał Józef Massalski                   |
| 1762                         | 1775                         | Aleksander Michał Sapieha                |
| 1775                         | 1780                         | Józef Sosnowski                          |
| 1780                         | 1791                         | Ludwik Tyszkiewicz                       |
| 1791                         | 1792                         | vacante                                  |
| 1792                         | 1793                         | Szymon Marcin Kossakowski                |
| 1793                         | 1794                         | Józef Zabiełło                           |

### Fonti
- François Pauline Dalérac, Les anecdotes de Pologne, ou mémoires secrets du Règne de Jean Sobieski III. du Nom, Amsterdam, Desbordes, 1699

### Studi
- Richard Brzezinski, [ill.] Velimir Vuksic, Polish winged hussar, 1500-1775, Oxford, Osprey Publishing, 2005, ISBN 1-84176-650-X.